# Kazubek (gmina Sompolno)
Kazubek – wieś w Polsce położona w województwie wielkopolskim, w powiecie konińskim, w gminie Sompolno. Miejscowość wchodzi w skład sołectwa Ostrówek.
W latach 1975–1998 miejscowość należała administracyjnie do województwa konińskiego. Mieszkańcy Kazubka wyznania katolickiego przynależą do parafii św. Andrzeja Apostoła w Mąkolnie.
We wsi znajdują się 4 siłownie wiatrowe.